# Сорокино (Крым)
Соро́кино (до 1948 года Чавке́; укр. Сорокіне, крымскотат. Çavke, Чавке) — упразднённое село в Симферопольском районе Крыма, включённое в состав Перевального, сейчас — ближняя, со стороны Симферополя, часть села южнее шоссе 35-А-002 Симферополь — Ялта.

## История
Первое документальное упоминание села встречается в Камеральном Описании Крыма… 1784 года, судя по которому, в последний период Крымского ханства Чавке (записано как 2 деревни — видимо, приходы-маале одного села) входил в Ехары Ичкийский кадылык Акмечетского каймаканства. После присоединения Крыма к России (8) 19 апреля 1783 года, (8) 19 февраля 1784 года, именным указом Екатерины II сенату, на территории бывшего Крымского Ханства была образована Таврическая область и деревня была приписана к Симферопольскому уезду. После Павловских реформ, с 1796 по 1802 год, входила в Акмечетский уезд Новороссийской губернии. По новому административному делению, после создания 8 (20) октября 1802 года Таврической губернии, Чавке был включён в состав Аргинскои волости Симферопольского уезда.
По Ведомости о всех селениях в Симферопольском уезде состоящих с показанием в которой волости сколько числом дворов и душ… от 9 октября 1805 года, в деревне Чавке числилось 29 дворов и 164 жителя, исключительно крымских татар. На военно-топографической карте генерал-майора Мухина 1817 года обозначены: Кучук Чавке с 40 дворами и Биюк Чавке, без указания числа дворов. После реформы волостного деления 1829 года Чавке, согласно «Ведомости о казённых волостях Таврической губернии 1829 года», передали из Аргинской волости в состав Эскиординской. На карте 1836 года в Биюк Чавке 19 дворов, а в Кучук Чавке — 8 Затем, видимо, вследствие эмиграции крымских татар в Турцию, деревня опустела и на карте 1842 года Биюк и Кучук Чавке обозначены условным знаком «малая деревня», то есть, менее 5 дворов.

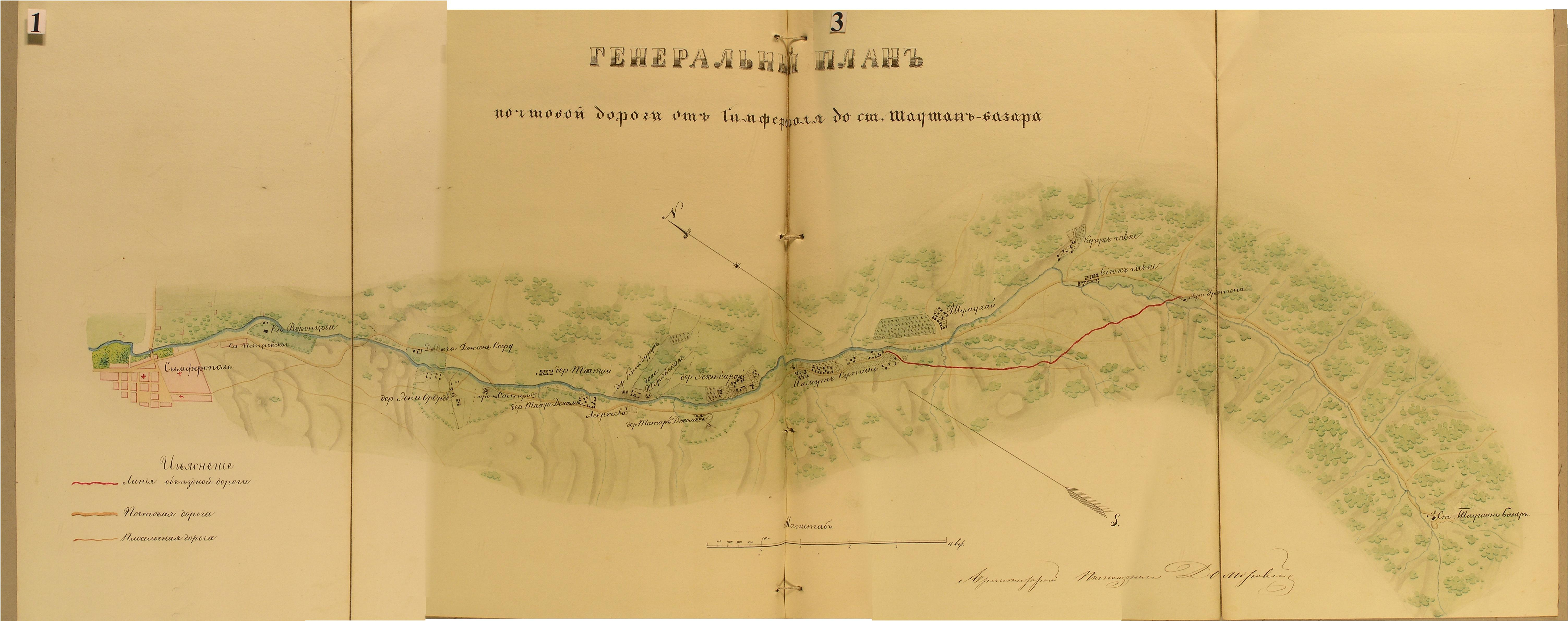
Биюк и Кучук-Джавке на плане 1865 года

После земской реформы Александра II 1860-х годов деревню приписали к Зуйской волости. В «Списке населённых мест Таврической губернии по сведениям 1864 года», составленном по результатам VIII ревизии 1864 года, Чавке — казённая татарская деревня с 15 дворами, 78 жителями, мечетью и сельской почтовой станцией при речкѣ Ангарѣ с примечанием, что на карте «состоит из двух участков: Кучук-Чавке и Биюк-Чавке». По обследованиям профессора А. Н. Козловского начала 1860-х годов, жители селения «пользовались водой реки Салгира и его притоков». На трёхверстовой карте 1865—1876 года в деревне Биюк-Чавке 10 дворов, в Кучук-Чавке — 2. В «Памятной книге Таврической губернии 1889 года» по результатам Х ревизии 1887 года записан Чавке с 26 дворами и 122 жителями.
После земской реформы 1890-х годов деревню передали в состав новой Подгородне-Петровской волости. По «…Памятной книжке Таврической губернии на 1892 год» в деревне Чавке, входившей Чавкинское сельское общество, числилось 104 жителя в 25 домохозяйствах. На подробной карте 1892 года обозначено одно Чавке в 26 дворов с татарским населением. По «…Памятной книжке Таврической губернии на 1902 год» в деревне Чавке, входившей в Чавкинское сельское общество, числилось 182 жителя в 21 домохозяйствах. По Статистическому справочнику Таврической губернии. Ч.II-я. Статистический очерк, выпуск шестой Симферопольский уезд, 1915 год, в деревне Чавке (князя Долгорукого П. А.) Подгородне-Петровской волости Симферопольского уезда, числилось 15 дворов со смешанным населением без приписных жителей, но с 85 — «посторонними», из которых 45 мужчин и 40 женщин. Жители землёй не владели, в хозяйствах имелось 14 лошадей и 8 коров.
После установления в Крыму Советской власти, по постановлению Крымревкома от 8 января 1921 года была упразднена волостная система и село включили в состав вновь созданного Подгородне-Петровского района Симферопольского уезда, а в 1922 году уезды получили название округов. 11 октября 1923 года, согласно постановлению ВЦИК, в административное деление Крымской АССР были внесены изменения, в результате которых был ликвидирован Подгородне-Петровский район и образован Симферопольский и село включили в его состав. Согласно Списку населённых пунктов Крымской АССР по Всесоюзной переписи 17 декабря 1926 года, в селе Чавке, Шумхайского сельсовета Симферопольского района, числился 51 двор, из них 50 крестьянских, население составляло 217 человек, из них 163 русских, 35 татар, 10 немцев, 8 греков, 1 украинец. В 1930 годы в селе был образован колхоз «Красный боец». К 1940 году был образован Ангарский сельсовет (переименованный в 1945 году в Перевальненский) и Чавке включили в его состав. По данным всесоюзной переписи населения 1939 года в селе проживало 309 человек.
В период оккупации Крыма, в ночь на 7 ноября 1943 года отряд под командованием О. А. Козина разгромил гарнизон в селе Чавке (с 1948 Сорокино, ныне слилось с Перевальным). Был взорван склад со взрывчаткой, заготовленной оккупантами для уничтожения дамбы Аянского водохранилища. 22 ноября три отряда 6-й бригады Северного соединения во главе с Г. Ф. Свиридовым уничтожили в бою около 60 солдат и офицеров противника, захватил пленных и значительное количество вооружения. В конце ноября отряды 1-й и 6-й бригад под общим командованием Ф. И. Федоренко совершили налет на вражеский гарнизон в селе Шумха́й (с 1945 года Заречное), разгромили штаб, два склада с боеприпасами и горючим. На боевом счету патризан оказалось 180 уничтоженных фашистов. В ответ каратели 9 и 10 декабря 1943 года, в ходе операций «7-го отдела главнокомандования» 17 армии вермахта против партизанских формирований, была проведена операция по заготовке продуктов с массированным применением военной силы, в результате которой село Чавке было сожжено и все жители вывезены в Дулаг 241.
В 1944 году, после освобождения Крыма от фашистов, 12 августа 1944 года было принято постановление № ГОКО-6372с «О переселении колхозников в районы Крыма» и в сентябре 1944 года в район приехали первые новосёлы (214 семей) из Винницкой области, а в начале 1950-х годов последовала вторая волна переселенцев из различных областей Украины. С 25 июня 1946 года Чавке в составе Крымской области РСФСР. Указом Президиума Верховного Совета РСФСР от 18 мая 1948 года, село Чавке переименовали в Сорокино. В том же году, по решению исполкома, был упразднён Перевальненский сельсовет и Сорокино вновь включили в состав Заречненского. 26 апреля 1954 года Крымская область была передана из состава РСФСР в состав УССР. Решением облисполкома от 10 августа 1954 года были объединены Добровский и Заречненский сельсоветы в один Добровский. Решением Крымоблисполкома от 8 сентября 1958 года № 834 Сорокино было объединено с Перевальным.

### Динамика численности населения
| - 1805 год — 164 чел. - 1864 год — 78 чел. - 1889 год — 122 чел. - 1892 год — 104 чел. | - 1902 год — 182 чел. - 1915 год — 0/85 чел. - 1926 год — 217 чел. - 1939 год — 309 чел. |